# Tipula holoserica
Tipula holoserica är en tvåvingeart som först beskrevs av Matsumura 1916.  Tipula holoserica ingår i släktet Tipula och familjen storharkrankar.
Artens utbredningsområde är Taiwan. Inga underarter finns listade i Catalogue of Life.